# إثيوناميد
إثيوناميد (بالإنجليزية: Ethionamide)‏ هو مضاد حيوي يستعمل في علاج السل، وعلى وجه التحديد يستخدم جنبا إلى جنب مع غيره من الأدوية المضادة للسل لعلاج السل المقاوم للأدوية المتعددة النشطة، ويؤخذ عن طريق الفم. بينما لم يعد موصى به للجذام.
ويتضمن الإثيوناميد نسبة عالية من الآثار الجانبية، التي تشمل: الغثيان، والإسهال، وآلام البطن، وفقدان الشهية. وقد تشمل الآثار الجانبية الخطيرة التهاب الكبد والاكتئاب؛ لذا لا ينبغي أن يستخدم في الأشخاص الذين يعانون من مشاكل كبيرة في الكبد، كما لا ينصح باستخدامه أثناء الحمل؛ لأن الأمان غير واضح. وهو من عائلة الثيوميدات، ويعتقد أنه يعمل عن طريق التدخل في استخدام حمض المايكوليك.
وتم اكتشاف الإثيوناميد في عام 1956، وتمت الموافقة على استخدامه الطبي في الولايات المتحدة في عام 1965. وهو على قائمة الأدوية الأساسية لمنظمة الصحة العالمية، وهي الأدوية الأكثر فعالية وآمنة المطلوبة في النظام الصحي. وتبلغ تكلفة الجملة في العالم النامي حوالي 5.94 دولار إلى 24.12 دولارًا أمريكيًا شهريًا.

## الاستخدامات الطبية
يستخدم إثيوناميد بالاشتراك مع مضادات السل الأخرى كجزء من نظام الخط الثاني لعلاج مرض السل النشط..
ويمتص إثيوناميد بشكل جيد عن طريق الفم مع أو بدون طعام، ولكن يتم إعطاؤه غالبًا بالطعام لتحسين تحمل الدواء، كما يعبر الحاجز الدموي الدماغي لتحقيق تركيزات في السائل الدماغي الشوكي تعادل البلازما.
ويشمل طيف الإثيوناميد المضاد للميكروبات المتفطرة السلية والمتفطرة البقرية، كما أنه يستخدم في حالات نادرة ضد العدوى بالمتفطرة الجذامية وغيرها من المتفطرات اللا سلية، مثل متفطرة كنساس. ولأنه يعمل بطريقة مشابهة للآيزونيازيد، لا تظهر المقاومة المتقاطعة إلا مع 13٪ من السلالات، حيث أن كلاهما عقاقير أولية، يتم تنشيطهما بواسطة مسارات مختلفة. ويمكن أن تظهر المقاومة من الطفرات في ethA، والتي تكون ضرورية لتفعيل الدواء أو ethR، التي يمكن أن تكون مفرطة في التعبير لقمع ethA. ويمكن أن تؤدي الطفرات في inhA أو محفز inhA أيضًا إلى المقاومة من خلال تغيير موقع الربط أو التعبير المبالغ فيه.
ووضعت إدارة الغذاء والدواء إثيوناميد في فئة الحمل C، لأنه تسبب في ظهور عيوب خلقية في الدراسات على الحيوانات. ومن غير المعروف ما إذا كان الإيثيوناميد يفرز في حليب الثدي.

## الآثار الجانبية
يسبب الإيثيوناميد في كثير من الأحيان ألم في المعدة والأمعاء مع الغثيان والقيء، مما قد يدفع المرضى إلى التوقف عن تناوله. ويمكن تحسين ذلك أحيانًا عن طريق تناوله مع الطعام.
ويمكن أن يسبب الإثيوناميد سمية الكبد ولا يُوصى باستخدامه في المرضى الذين يعانون من خلل شديد في الكبد، ويجب على المرضى الذين يتناولون الإثيوناميد مراقبة اختبارات وظائف الكبد بانتظام. وتحدث سمية الكبد في ما يصل إلى 5٪ من المرضى ويتبع نمطًا مشابهًا للإيزونيازيد، والذي يحدث عادة في أول 1 إلى 3 أشهر من العلاج، ولكن يمكن أن يحدث حتى بعد أكثر من 6 أشهر من العلاج. ويكون الخلل في اختبارات وظائف الكبد في كثير من الأحيان هو ارتفاع في ناقلة أمين الألانين وناقلة أمين الأسبارتات.
وتم الإبلاغ عن كل من الآثار الجانبية العصبية المركزية، مثل اضطرابات نفسية واعتلال دماغي، جنبا إلى جنب مع اعتلال الأعصاب المحيطية. وقد يقلل تناول البيريدوكسين مع الإثيوناميد من تلك التأثيرات ويوصى به.
ويعتبر إثيوناميد مشابها من الناحية الهيكلية للميثيمازول، والذي يستخدم لتثبيط تخليق هرمون الغدة الدرقية، وقد تم ربطه بقصور الغدة الدرقية في العديد من مرضى السل. ويوصى بالمراقبة الدورية لوظيفة الغدة الدرقية عند العلاج بالإثيوناميد.

### التفاعلات
قد يفاقم الإثيوناميد التأثيرات الضارة للعقاقير المضادة للسل الأخرى، التي يتم أخذها في نفس الوقت، ويعزز مستويات الآيزونيازيد عندما يتم أخذهما معا، ويمكن أن يؤدي إلى زيادة معدلات حدوث الاعتلال العصبي المحيطي والتسمم الكبدى. وقد تم الإبلاغ عن نوبات صرع عندما يؤخذ مع السيكلوسيرين، كما تم الإبلاغ عن ارتفاع معدلات السمية الكبدية عند تناوله مع ريفامبيسين. وتوضع علامات تحذير على الدواء ضد تناول الكحول المفرط معه؛ لأنه قد يثير رد فعل ذهاني.

## آلية العمل
إثيوناميد هو دواء أولي يتم تنشيطه بواسطة إنزيم ethA أحادي الأكسجين في المتفطرة السلية، ثم يرتبط بثنائي نوكليوتيد الأدنين وأميد النيكوتين ليشكل ناتج إضافة يثبط InhA بنفس طريقة الآيزونيازيد. ويعتقد أن آلية العمل هي من خلال تعطيل حمض المايكوليك.
ويتم التحكم في التعبير عن الجين ethA بواسطة ethR مثبط النسخ، ومن المعتقد أن تحسين تعبير ethA سيزيد من فعالية الدواء ويثير اهتمام مطوري الأدوية في استخدام مثبطات EthR كعقار مشترك.

## الثقافة والمجتمع
- 1314[21]
- 2-إيثيل إيزوثيونيكوتيناميد
- تريكاتور
- أميدازين
- ثيواميد

ويباع الدواء تحت اسم العلامة التجارية تريكاتور بواسطة شركة وايث للأدوية ثم تم شراؤه من قِبَل شركة فايزر في عام 2009.

## روابط خارجية
- https://livertox.nlm.nih.gov//Ethionamide.htm
- http://www.inchem.org/documents/pims/pharm/ethionam.htm
- http://toxnet.nlm.nih.gov/cgi-bin/sis/search/a?dbs+hsdb:@term+@DOCNO+7473